# Mihailo Jovanović (cầu thủ bóng đá, sinh 1989)
Mihailo Jovanović (Михаило Јовановић; sinh 15 tháng 2 năm 1989) là một cầu thủ bóng đá Serbia của FC Zbrojovka Brno của Cộng hòa Séc.